# صاصل منجلي
صاصل منجلي (الاسم العلمي: Ornithogalum falcatum) هو نوع نباتي يتبع جنس الصاصل من فصيلة الهليونية.